# Dixella goetghebueri
Dixella goetghebueri är en tvåvingeart som först beskrevs av Seguy 1921.  Dixella goetghebueri ingår i släktet Dixella och familjen u-myggor.
Artens utbredningsområde är Frankrike. Inga underarter finns listade i Catalogue of Life.